# Orchestre philharmonique des Aurès
L'Orchestre philharmonique des Aurès (en arabe : أوركسترا فيلارموني الأوراس), aussi appelé l'Orchestre philharmonique de Batna (OPB), est un orchestre algérien de musique classique, fondé en 1987.

## Composition
L'Orchestre philharmonique aurassien de Batna se compose essentiellement d'enseignants et d'étudiants de l'Institut régional de formation musicale de la ville de Batna,, soit une quarantaine de musiciens, et il est le deuxième orchestre algérien spécialisé dans l’exécution de la musique universelle, musique traditionnelle et polyphonique. Il possède un répertoire comprenant Franz Schubert, Antonio Vivaldi, Mozart et la musique chaouie.

## Histoire
L'orchestre philharmonique des Aurès est créé à la fin des années 1980, après la création d’une chorale polyphonique entre 1987 et 1988. L'orchestre  entame officiellement son activité en 1990. L'agrément de l'association est obtenu en 1998. En 2006, grâce à l'aide du wali et de la wilaya de Batna, l'orchestre produit pour la première fois à Constantine.
Cet orchestre a assuré depuis sa création une cinquantaine de concerts et de représentations lyriques aux journées de la musique classique: Festival de Brive-la-Gaillarde en France, Festival international de musique de Timgad, et d'autres festivals nationaux et internationaux.
En 2012, un projet pour transformer l'orchestre philharmonique des Aurès en orchestre symphonique de l'Est, est en cours.